# Grand Châtelet

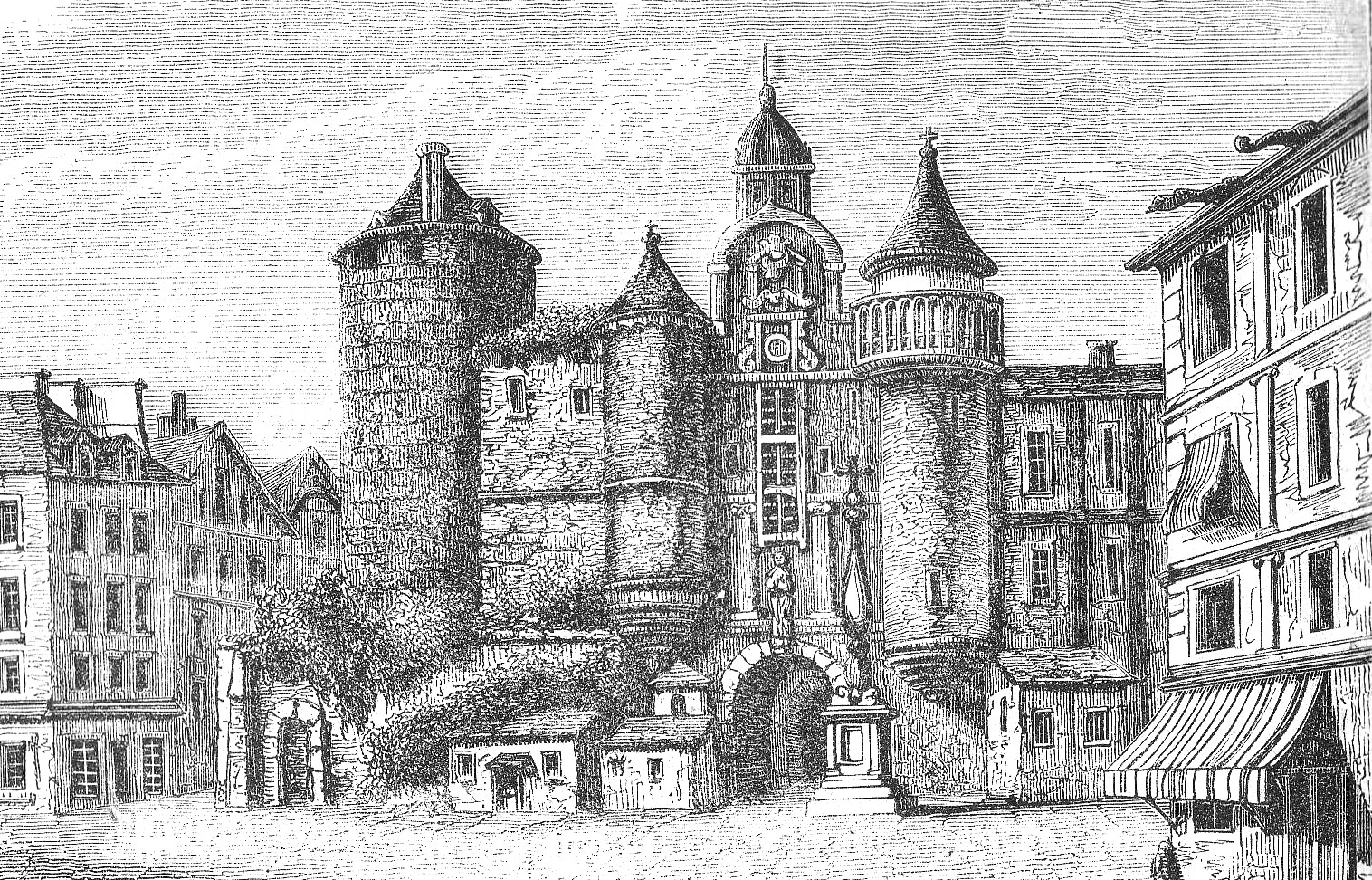
Grand châtelet de Paris, 1800.

Grand Châtelet var en befästning i Paris på Place du Châtelet vid högra stranden av Seine. Det fungerade som den kungliga domstolen och fängelset i Paris mellan 1190 och 1790. 

## Historik
Grand Châtelet uppfördes som ett trätorn av Karl den skallige år 870 för att skydda Grand-Pont-bron; den byggdes om i sten 1130 och kallades från samma tid för Grand Châtelet eftersom Petit Châtelet samtidigt uppfördes vid Petit-Pont-Cardinal-Lustiger. 
År 1190 blev fortet säte för prévôt de Paris, som utövade den kungliga domstolen i Paris till skillnad från stadens domstol, som hade säte i Hôtel de Ville, Paris och lydde under Parisparlamentet. 
Den gamla byggnaden blev så småningom mycket förfallen. En ny byggnad uppfördes 1684. Byggnaden var indelad i en västra del, som inhyste stadens bårhus, och dess östra del, som inhyste fängelset. Det låg i en osund omgivning, nära både stadens avlopp och slakthusen. 
Under franska revolutionen avskaffades ämbetet och myndigheten prévôt de Paris år 1790. Byggnaden revs mellan 1802 och 1810. 